# Gianluca Gaetano
Gianluca Gaetano (Cimitile, Nápoles, Italia, 5 de mayo de 2000) es un futbolista italiano. Juega de centrocampista y su club es el Cagliari Calcio de la Serie A de Italia.

## Trayectoria
Hermano menor del también futbolista Felice Gaetano, Gianluca empezó a jugar a los 5 años de edad, en el Future Boys de su ciudad natal Cimitile. En 2011 fue incorporado a la cantera del Napoli, participando en los varios torneos juveniles italianos y europeos. En la temporada 2018-19 de la Liga Juvenil de la UEFA logró marcar 5 goles en 6 partidos.
En 2016, con sólo 16 años de edad, firmó un contrato con el primer equipo del Napoli, siendo el más joven futbolista de la historia del equipo italiano. Bajo la dirección de Carlo Ancelotti, debutó el 13 de enero de 2019, en el partido de Copa Italia ante el Sassuolo, que finalizó con marcador de 2:0 a favor de los napolitanos. Su debut en Serie A se produjo el 12 de mayo siguiente, contra S.P.A.L.
El 21 de enero de 2020 la Cremonese de la Serie B hizo oficial su incorporación como cedido. El 31 de agosto de 2021 regresó a este mismo equipo en una nueva cesión.
En el verano de 2022 regresó a Nápoles, uniéndose al equipo del entrenador Luciano Spalletti. El 4 de mayo de 2023, en virtud del empate de los azzurri en el campo de Udinese (1-1), Gaetano ganó el primer título de su carrera, el scudetto 2022-23. El 21 de mayo, en la fecha 36, marcó su primer gol con la camiseta del Napoli, así como el primero en la Serie A, realizando el tercer tanto en el partido de local ante el Inter de Milán (3-1).
El 1 de febrero de 2024 fue cadido al Cagliari hasta el 30 de junio; tras volver al Napoli al final de la temporada, el 30 de agosto fue cedido otra vez al conjunto sardo, esta vez con opción de compra obligatoria.

### Internacional
Ha sido internacional con las selecciones de Italia sub-15 (2 presencias), sub-16 (6 presencias y 1 gol), sub-17 (2 presencias), sub-19 (2 presencias), sub-20 (1 presencia) y sub-21 (3 presencias y 1 gol).

## Estadísticas

### Clubes
Actualizado al último partido disputado el 24 de septiembre de 2024.
| Club                     | Div.          | Temporada     | Liga  | Liga  | Copas nacionales | Copas nacionales | Copas internacionales | Copas internacionales | Total | Total |
| Club                     | Div.          | Temporada     | Part. | Goles | Part.            | Goles            | Part.                 | Goles                 | Part. | Goles |
| ------------------------ | ------------- | ------------- | ----- | ----- | ---------------- | ---------------- | --------------------- | --------------------- | ----- | ----- |
| S. S. C. Napoli · Italia | 1.ª           | 2018-19       | 2     | 0     | 1                | 0                | 0                     | 0                     | 3     | 0     |
| S. S. C. Napoli · Italia | 1.ª           | 2019-20       | 0     | 0     | 0                | 0                | 1                     | 0                     | 1     | 0     |
| U. S. Cremonese · Italia | 2.ª           | 2019-20       | 15    | 3     | 0                | 0                | ―                     | ―                     | 15    | 3     |
| U. S. Cremonese · Italia | 2.ª           | 2020-21       | 33    | 5     | 1                | 0                | ―                     | ―                     | 34    | 5     |
| S. S. C. Napoli · Italia | 1.ª           | 2021-22       | 2     | 0     | 0                | 0                | ―                     | ―                     | 2     | 0     |
| U. S. Cremonese · Italia | 2.ª           | 2021-22       | 35    | 7     | 0                | 0                | ―                     | ―                     | 35    | 7     |
| U. S. Cremonese · Italia | Total club    | Total club    | 83    | 15    | 1                | 0                | 0                     | 0                     | 84    | 15    |
| S. S. C. Napoli · Italia | 1.ª           | 2022-23       | 8     | 1     | 1                | 0                | 3                     | 0                     | 12    | 1     |
| S. S. C. Napoli · Italia | 1.ª           | 2023-24       | 9     | 1     | 3                | 0                | 1                     | 0                     | 13    | 1     |
| S. S. C. Napoli · Italia | Total club    | Total club    | 21    | 2     | 5                | 0                | 5                     | 0                     | 31    | 2     |
| Cagliari Calcio · Italia | 1.ª           | 2023-24       | 11    | 4     | —                | —                | ―                     | ―                     | 11    | 4     |
| Cagliari Calcio · Italia | 1.ª           | 2024-25       | 2     | 0     | 1                | 0                | —                     | —                     | 3     | 0     |
| Cagliari Calcio · Italia | Total club    | Total club    | 13    | 4     | 1                | 0                | 0                     | 0                     | 14    | 4     |
| Total carrera            | Total carrera | Total carrera | 117   | 21    | 7                | 2                | 5                     | 0                     | 129   | 23    |

## Palmarés

### Títulos nacionales
| Título  | Club            | País   | Año     |
| ------- | --------------- | ------ | ------- |
| Serie A | S. S. C. Napoli | Italia | 2022-23 |